# U-848
U-848 – niemiecki okręt podwodny typu IXD-2. Wybudowany w latach 1941-1942 w stoczni AG Weser, wszedł do służby w Kriegsmarine 20 lutego 1943 roku, pod dowództwem Korvkpt. Wilhelma Rollmanna. 18 sierpnia 1943 roku wyszedł na swój pierwszy patrol, celem dołączenia do operującego na Oceanie Indyjskim grupy Monsun. W drodze, na południowym Atlantyku zatopił jeden statek o pojemności 4573 BRT, jednak 5 listopada został za pomocą bomb głębinowych zatopiony w wyniku ataku 3 bombowców B-24 Liberator i 2 B-25 Mitchell, na południowy zachód od Wyspy Wniebowstąpienia.